# Józef Razowski
Józef Razowski (Milówka, 4 aprile 1932) è un entomologo polacco.
Il suo settore di interesse riguarda principalmente lepidotteri della famiglia Tortricidae, del quale è stato tassonomo di diverse specie.

## Carriera
Dopo aver conseguito un master of science e un successivo dottorato di ricerca all'Università Jagellonica di Cracovia, rispettivamente nel 1958 e 1961, nel 1988 Razowski assume l'incarico di direttore dell'Institute of Systematics and Evolution of Animals of the Polish Academy of Sciences, dell'accademia polacca delle scienze, incarico che ricopre fino al 1997.
Più volte insignito per il suo lavoro, tra gli altri è stato primato con la medaglia Ignaz Schiffermüller.

## Opere
(lista parziale)
- (EN) Józef Razowski, Tortricidae Lepidoptera of Europe: Tortricinae & Chlidanotinae, Franisek Slamka, 2002, ISBN 9788096754090.
- Lepidoptera of Poland, Volume 1,  Washington D.C. 1976
- The type specimens of the species of some Tortricidae (Lepidoptera), Krakau 1971
- World fauna of the Tortricini: '(Lepidoptera, Tortricidae)', Krakau 1966